# Christine Bachoc
 (décembre 2020).
Christine Bachoc (née en 1964) est une mathématicienne française connue pour ses travaux sur la théorie des codes, les nombres de contact, la théorie des treillis et la programmation semi-définie. Elle est professeur de mathématiques à l'université de Bordeaux.

## Biographie
Christine Bachoc a obtenu un doctorat en 1989 avec la thèse Réseaux unimodulaires et problèmes de plongement liés à la forme Trace.
En 2011, Christine Bachoc et Frank Vallentin ont remporté le prix du groupe d'activité sur l'optimisation de la Society for Industrial and Applied Mathematics pour leurs travaux prouvant les limites supérieures des nombres contact à haute dimension en combinant des méthodes de programmation semi-définie, d'analyse harmonique et de théorie des invariants.